# رضا احمدی (بازیگر)
رضا احمدی (زاده ۱۳۷۲) بازیگر اهل افغانستان است.

## زندگی‌نامه
خانواده او هنگامی که وی یک سال داشت به دلیل جنگ‌های داخلی افغانستان به ایران مهاجرت می‌کند. وی دارای تحصیلات تا مقطع متوسطه است و دوره‌های بازیگری را در یک مؤسسه زیر نظر اداره اتباع مهاجرین خارجی و هلیا فیلم آموزش دیده‌است. وی دارای مدرک استاد رزمی در رشته نینجا است. وی بازیگری در سینما را با فیلم رفتن آغاز کرد و در ادامه فعالیت هنری خود در فیلم‌های شنل و اتاق تاریک نیز ایفای نقش کرده‌است. وی همچنین در فیلم‌های کوتاه گربه خیس و رؤیای یعقوب حضور داشت. وی در سال ۱۳۹۶ ازدواج کرد و اکنون یک فرزند پسر دارد. وی در سال ۱۳۹۸ به ترکیه مهاجرت کرد.

## فیلم‌شناسی
- رفتن (۱۳۹۵)
- شنل (۱۳۹۵)
- اتاق تاریک (۱۳۹۶)
- گربه خیس
- ماندن